# Marine Serre
Marine Serre, (Brive-la-Gaillarde, 13 de diciembre de 1991) es una diseñadora de moda francesa.

## Biografía
Hija de un interventor de la compañía francesa de ferrocarriles (SNCF), en su adolescencia fue una promesa del tenis, pero quedó eliminada en las preselecciones para el torneo de Roland Garros. Creció en Sainte-Féréole (Corrèze), "a 475 kilómetros y varios años luz de la capital de la Moda". Sin embargo, finalmente descubrió su interés por ese campo:

Ingresé en un internado de artes aplicadas, era joven, tenía que valerme por mí misma. Como todos los adolescentes, estaba en permanente representación, vestida con ropa de colores vivos de los almacenes Emaús de Aurillac o del fondo del armario de mis padres [...] Mi madre era la más chic, llevaba trajes de La City. Le robé todo: la ropa interior lila, los estampados de pata de gallo, los zapatitos de punta cuadrada. Es una pena que la tienda haya cerrado.

Continuó formándose a fondo en la escuela profesional La Calade de Marsella y más tarde en la escuela La Cambre de Bruselas.
Hizo prácticas en varias casas de prestigio. Las primeras fueron con el diseñador británico Alexander McQueen, que fue quien le hizo querer ejercer esa profesión. Posteriormente, hizo prácticas en Christian Dior y en la casa de alta costura Margiela.
En diciembre de 2014, la diseñadora llevó a cabo una campaña de micromecenazgo en KissKissBankBank para financiar una colección presentada en el marco de su máster: 10 siluetas mujer. Se diplomó en 2016 y enseguida destacó, sobre todo por la concesión en 2017 del premio a los jóvenes creadores LVMH. El jurado estuvo compuesto,entre otros, por Karl Lagerfeld, Phoebe Philo, JW Anderson y Nicolas Ghesquière, que alabaron sus prendas deportivas y futuristas.
Entró a hacer prácticas en Balenciaga ("las prácticas en este sector son interminables", afirmó), y a la vez desarrolló sus propias colecciones, para aprovechar el importe del premio a los jóvenes creadores de LVMH, que ascendía a 300 000 euros. Para estas colecciones personales eligió un logo de media luna, la identidad de marca que la ha hecho tan reconocible, y optó por un estilo radical: camisetas minúsculas, vestidos impermeables transparentes, conjuntos integrales de neopreno combinados con pañuelos de seda, etc.  Sus creaciones evocan también el universo de la ropa de sport y de trabajo. Según la periodista Marie Ottavi, Marine Serre "hibrida a la vez que confecciona"
En su afán por la sostenibilidad de la industria de la moda, a menudo recurre al suprarreciclaje en su proceso de creación y de producción. Además, defiende que hay que ser coherente en todos los procesos y "radical 100%", motivo por el cual ha renunciado a producir su ropa en el Sudeste Asiático pagando sueldos de miseria y todas sus colecciones se fabrican en París. Una de sus colecciones fue presentada a la Semana de la Moda de París de 2018, donde recibió elogiosas críticas de la prensa especializada.